# Мавзолей Аксарай
Мавзолей Аксарай (Ак-Сарай; від тюрк. ак — білий, сарай — палац) — меморіально-культова споруда XV століття у Самарканді, усипальниця самаркандських Тимуридів. Розташований за 30 м на південний схід від мавзолею Гур-Емір.

## Історія
Точна дата будівництва мавзолею Аксарай і його призначення невідомі. Видатний радянський археолог і історик-сходознавець М. Є. Массон припускав, що мавзолей призначався для правителя Мавераннахра Абд аль-Латіфа, який через певні обставини не міг бути похований в мавзолеї Гур-Емір. Водночас архітектурні особливості мавзолею і його внутрішнє оздоблення зближують Аксарай з мавзолеєм Ішратхона, що дозволяє віднести його до 1470-х рокі. Припускають, що мавзолей міг служити родовою усипальнею для нащадків чоловічої статі сім'ї султана Абу-Саїда.
До XX століття пам'ятка була сильно зруйнована. В 1924—1925 роках були проведені роботи по консервації будывлы, що врятувало мавзолей від остаточного руйнування. До початку XXI століття він перебував в руїнах. Але в 2007 році мавзолей Аксарай був відновлений за приватні гроші та нині відкритий для туристів.

## Архітектура
Мавзолей Аксарай однобанний прямокутний в плані, який має хрестоподібний головний зал і три приміщення вхідної групи. Головна зала накрита куполом на високому циліндричному барабані, основа якого опирається на пересічні арки й щитоподібні вітрила. Вузький, влаштований у вигляді сходів дромос веде в облицьований мармуром восьмикутний склеп з неідентифікованими похованнями. Зовнішній декор у будівлі відсутній, що різко контрастує з його багатим внутрішнім оздобленням. В інтер'єрі в підставі стін панель з кашинною мозаїкою. Стіни, вітрила і купол покриті орнаментальним розписом, виконаної в техніці кундаль, з рясним використанням позолоти.

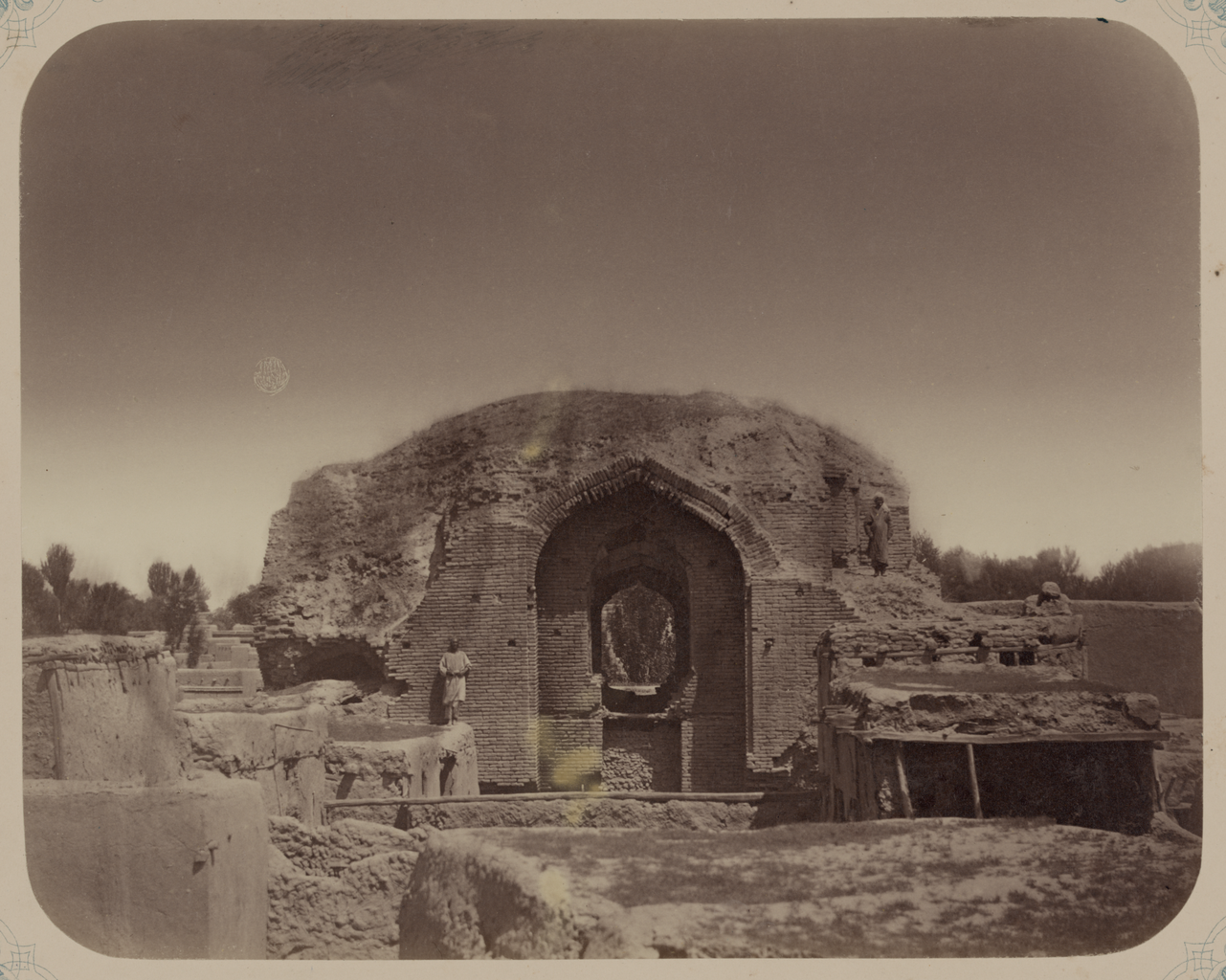
Світлина XIX століття
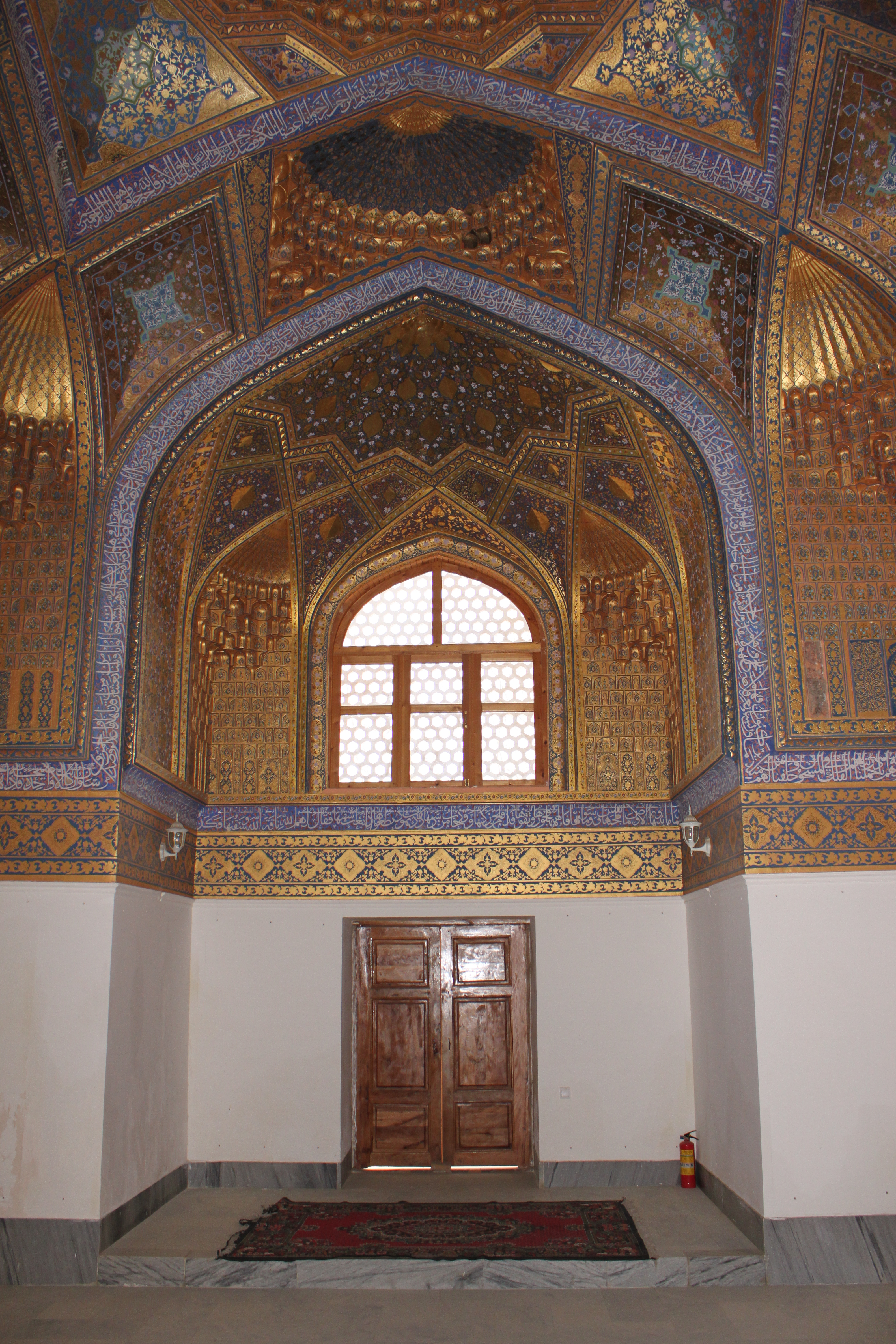
Частина інтер'єру
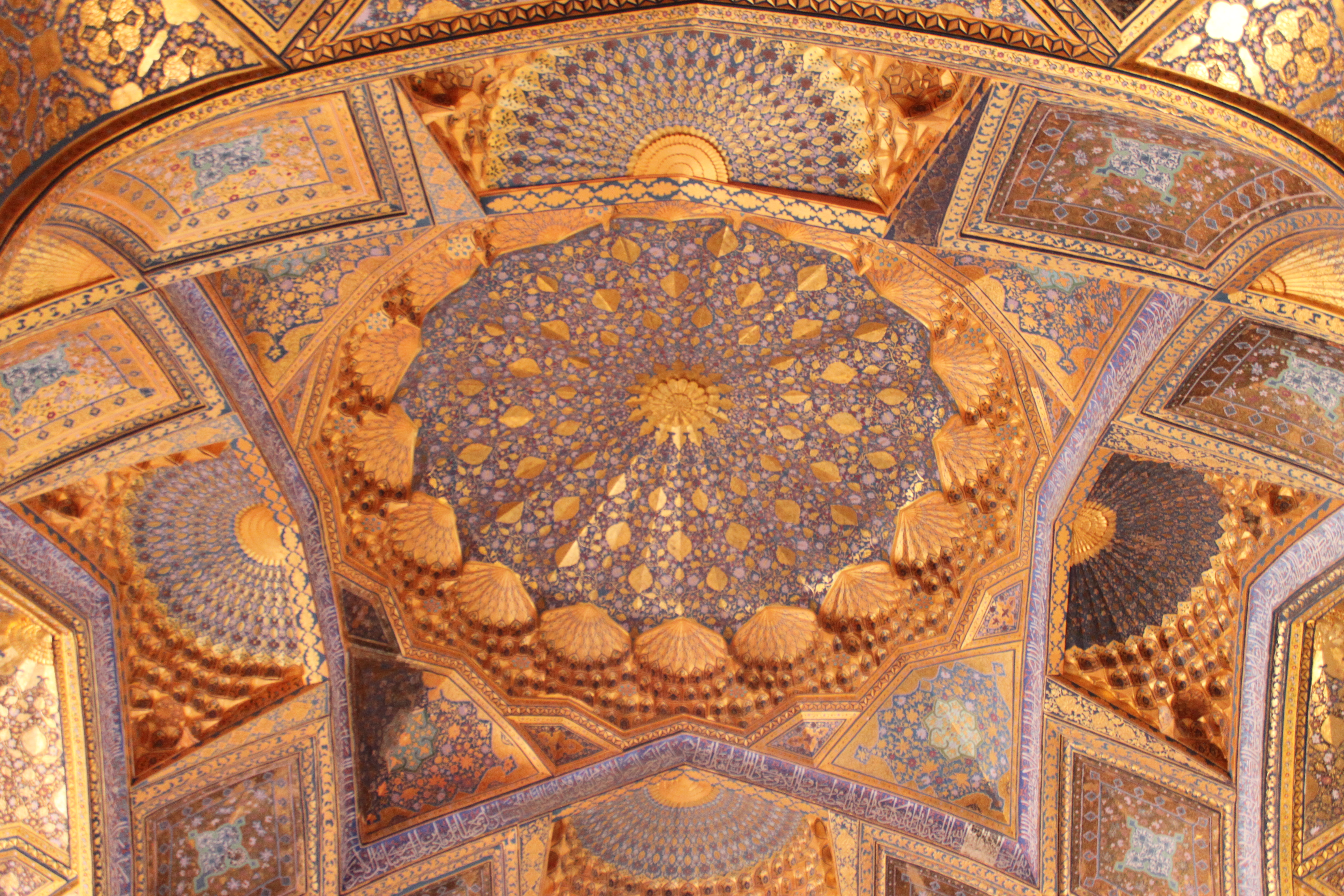
Розпис плафона